# Бобков Микола Петрович
Микола Петрович Бобков (нар. 18 травня 1921) — український радянський футболіст та тренер, виступав на позиції півзахисника.

## Кар'єра гравця
Народився 18 травня 1921 року. Футбольну кар'єру розпочав 1944 року в складі київського «Динамо». Дебютував за першу команду 10 серпня 1946 року в нічийному (1:1) виїзному поєдинку 16-о туру Першої групи проти куйбишевських «Крил Рад». Микола в тому поєдинку вийшов на поле з лави для запасних, замінивши Михайла Мельника. Гравцем основи київського клубу не був, з 1946 по 1948 рік у чемпіонаті СРСР зіграв за динамівців 12 матчів, ще 3 поєдинки провів у кубку СРСР.
По ходу сезону 1948 року переходить до іншого київського клубу, «Будинку Офіцерів», яка виступав у Другій групі. У 1950 році команда втратила професіональний статус й продовжила свої виступи в першості республіки, того ж року стає бронзовим призером змагання. А в 1951 році — чемпіоном УРСР. У 1952 році кияни повернулися до Класу «Б». Одним з гравців основи тієї команди був і Микола Бобков, який виступав у цьому турнірі до завершення сезону 1953 року. Після цього вирішив завершити кар'єру футболіста.

## Кар'єра тренера
По завершенні кар'єри гравця розпочав тренерську діяльність. У 1956 році очолював аматорський клуб «Спартак» (Київ).

## Досягнення
- Чемпіонат УРСР
  -  Чемпіон (1): 1951
  -  Бронзовий призер (1): 1950